# KFTR-DT
KFTR-DT (também conhecida como UniMás 46 Los Ángeles) é uma emissora de televisão estadunidense licenciada para Ontario, na Califórnia, porém sediada em Los Angeles. Opera no canal 46 (29 UHF digital), e é uma emissora própria da UniMás. Pertence a Univision Local Media, subsdiária da Univision Communications, que também é proprietária da emissora irmã própria da Univision KMEX-DT (canal 34). As duas emissoras compartilham estúdios na 5999 Center Drive, em Westchester, e o transmissor da KFTR-DT está localizado no topo do Monte Wilson.

## História

### KBSA (1972-1977)
Em 18 de dezembro de 1962, a Broadcasting Service of America entrou com um pedido de licença para instalar uma nova emissora de TV no canal 40, licenciada para Guasti. O pedido foi alterado para solicitar o canal 46 antes de ser aprovado pela Federal Communications Commission (FCC), em 14 de outubro de 1964. A licença recebeu o prefixo KBSA. William A. Myers, o diretor da Broadcasting Service of America, afirmou estar "preocupado com a falta de programação local na televisão" em uma reportagem de 1965 sobre a KBSA ter sido autorizada a instalar seus transmissores no topo do Monte Wilson. Com pouca cerimônia, a emissora finalmente entrou no ar em 16 de agosto de 1972, cinco dias depois da FCC autorizar o início das transmissões em caráter experimental. A programação tinha majoritariamente o espanhol como idioma. Pouco depois de sua estreia, de 8 de fevereiro a 7 de junho de 1973, a emissora ficou fora do ar.
Os religiosos Paul Crouch e Jim Bakker arrendaram horários na KBSA para lançar sua rede de televisão cristã, conhecida como Trinity Broadcasting Network.
Um ano depois, a KBSA foi vendida, primeiro em uma participação minoritária e depois inteiramente, para a Igreja Batista Bereana. A igreja anunciou planos de transmitir seus próprios serviços na emissora. Outro programa exibido na KBSA em 1974 era um programa de revista jurídica, exibido três noites por semana, para estudantes que se preparavam para os exames da ordem do estado. Além da programação da Igreja Bereana, outras igrejas transmitiram programas na KBSA, incluindo a Primeira Igreja Cristã de São Pedro. Junto com a KHOF-TV (canal 30, hoje KPXN-TV) e a KLXA-TV (canal 40, hoje KTBN-TV), a KBSA foi a terceira emissora de TV religiosa no sul da Califórnia.
A Igreja Bereana entrou em dificuldades financeiras pouco após adquirir a KBSA, o que fez com que entrasse em desacordo com a Broadcasting Service of America. Em uma inadimplência evidente, os equipamentos de transmissão da KBSA foram colocados à venda pública em agosto de 1976. Em abril de 1977, a KBSA saiu do ar. No mês anterior, a Broadcasting Service of America entrou em um acordo para vender a licença por US $ 1,8 milhões para a Buena Vista Broadcasting Company, de propriedade majoritária de Leon Crosby, dono da KEMO-TV (hoje KOFY-TV) em São Francisco. Três meses depois, no entanto,a Igreja Bereana anunciou que havia vendido a emissora para uma outra empresa, a Metropolitan Broadcasting Company, de propriedade de Robert F. Beauchamp, em uma transação no valor de US$ 1,55 milhões. O pedido de venda para a Buena Vista foi indeferido em 1978.
Em 15 de março de 1979, a FCC designou o pedido de renovação da licença da KBSA para audiência. A ação foi tomada após a comissão alegar que a KBSA havia divulgado informações falsas sobre dívidas, desviado fundos operacionais e realizado uma transferência não autorizada de controle. Detentores de títulos e outros credores da KBSA deviam coletivamente US$ 1,5 milhão de uma emissora que não tinha ativos ou equipamentos. Uma venda emergencial de US$ 2,2 milhões para um grupo de propriedade minoritária, Hispanic Broadcasters, Inc., foi aprovada em março de 1980. No ano seguinte, a Hispanic Broadcasters e Leon Crosby venderam a licença da emissora por US$ 3,7 milhões para a HBI Acquisition, também de propriedade hispânica.

### KIHS-TV (1984-1987)
Em preparação para retornar ao ar, em 18 de novembro de 1983, o prefixo foi alterado para KIHS-TV. A emissora retornou ao ar após sete anos, em 21 de abril de 1984 (um dia antes do domingo de Páscoa). As letras "IHS" referiam-se ao Cristograma. Como a De Rance Foundation, uma grande instituição de caridade católica, era uma das acionistas da HBI Acquisition, a nova programação da emissora era predominantemente católica, sendo composta por filmes familiares e programas de entretenimento em geral preenchendo a programação. O programa principal era uma revista eletrônica com três horas de duração conhecida como Heart of the Nation.
A KIHS-TV inicialmente transmitia 24 horas por dia, até reduzir para 18 horas de programação, em fevereiro de 1985. No final do ano, reduziu sua programação própria e passou a transmitir mais comerciais, devido a necessidade de melhorar suas finanças. No outono de 1986, a KIHS-TV passou a exibir o telejornal nacional sindicado Independent Network News, além de um pacote sindicado de futebol universitário de academias de serviço, filmes e infomerciais, exibidos dentro de um programa denominado Shopping Line. Harry G. John, um importante filantropo envolvido com a De Rance, foi demitido após a má administração da fundação, gastando milhões na emissora.
Em setembro de 1986, a Home Shopping Network (HSN) adquiriu a KIHS-TV por US$ 35 milhões, pondo fim aos planos da De Rance de expandir sua programação católica em todo o país. O Heart of the Nation passou a ser um talk show com a duração de 30 minutos, e mudou-se para a KDOC-TV (canal 56) em 1 de dezembro de 1986, enquanto a KIHS-TV se preparava para passar a transmitir infomerciais em tempo integral, mudança que foi feita em 8 de dezembro.

### KHSC/KHSC-TV (1987-2002)

Logotipo utilizado pela emissora de 2013 a 2021.

Após a finalização da compra pela HSN em janeiro de 1987, a emissora alterou seu prefixo para KHSC-TV, em referência a Home Shopping Club. A nova emissora foi a segunda mais bem-sucedida em volume de vendas entre as filiais da HSN em 1988, atrás apenas das emissoras de Nova York.
Em 1998, após a HSN comprar os ativos da Universal Pictures TV da Seagram, a Silver King Broadcasting tornou-se USA Broadcasting, e os planos eram de adotar, em todas as suas emissoras, um novo formato de entretenimento geral conhecido como "CityVision", com programação produzida localmente e esportes ao vivo junto com drama sindicado e reprises de sitcom, filmes e desenhos animados sindicados. Emissoras em Miami, Boston, Atlanta e Dallas - Fort Worth adotaram o formato. Os planos eram da KHSC-TV se tornar "Click 46" (com o prefixo KLIK). Apenas algumas semanas antes da mudança planejada, a USA Broacasting colocou todas as suas emissoras à venda, cancelando a alteração de formato na KHSC-TV. A Walt Disney Company foi a principal interessada em comprar as emissoras. No entanto, a Univision Communications superou a Disney em uma disputa acirrada.

### KFTR/KFTR-TV/KFTR-DT (2002-atual)
Em janeiro de 2002, após a conclusão da venda, a Univision tornou a emissora (cujo prefixo foi alterado para KFTR) uma das primeiras a fazer parte sua nova rede TeleFutura (que a partir de janeiro de 2013, passou a ser conhecida como UniMás).
Em 1° de janeiro de 2004, o prefixo da emissora foi alterado para KFTR-TV, e em 23 de junho de 2009, após a transição para o sinal digital, o prefixo da emissora foi novamente alterado, dessa vez para KFTR-DT.

## Sinal digital
| PSIP | Canal digital | Resolução de vídeo | Programação                               |
| ---- | ------------- | ------------------ | ----------------------------------------- |
| 46.1 | 29 UHF        | 720p               | Programação principal da WFUT-DT / UniMás |
| 46.2 | 29 UHF        | 480i               | GetTV                                     |
| 46.3 | 29 UHF        | 480i               | Court TV Mystery                          |
| 46.3 | 29 UHF        | 480i               | Grit                                      |
| 46.3 | 29 UHF        | 480i               | Quest                                     |

Em janeiro de 2010, a KFTR-DT passou a transmitir programação de rede em HD, como parte de uma ação de todas as emissoras da Univision para permitir transmissões de alta definição. Em 5 de dezembro de 2010, a emissora irmã KMEX-DT iniciou as transmissões de televisão digital móvel de seu próprio sinal e da KFTR-DT. Além disso, a emissora também é transmitida simultaneamente pelo segundo subcanal digital da KMEX-DT.

### Transição para o sinal digital
Com base no decreto federal de transição das emissoras de TV estadunidenses do sinal analógico para o digital, a KFTR-TV descontinuou sua programação regular no sinal analógico pelo canal 46 UHF às 23h59 em 12 de junho de 2009.

## Programas
Atualmente, a KFTR-DT exibe integralmente a programação da UniMás. Outros programas compuseram a grade da emissora, e foram descontinuados:
- Al Minuto TeleFutura Los Angeles
- Heart of the Nation
- LÁnzate
- Noticias 34 Primera Edición
- Shopping Line

### Programação esportiva
Em 2016, a Univision anunciou um contrato de três anos para transmitir jogos do Los Angeles Rams em espanhol, incluindo jogos de pré-temporada. Esta foi a primeira vez que a Univision entrou em um acordo de direitos de mídia envolvendo a National Football League. Os jogos foram transmitidos na KMEX-DT e na KFTR-DT. No último ano do acordo, apenas a KFTR-DT exibiu as partidas.
Em abril de 2018, a Univision anunciou uma parceria exclusiva com o Los Angeles FC, tornando-se a emissora oficial da equipe em espanhol. O acordo incluiu 18 jogos da temporada regular e programas pré e pós-jogo na KFTR-DT. O acordo acabou depois de dois anos, quando esses direitos passaram para a KRCA (canal 62).

### Jornalismo
Anteriormente, a KFTR-DT transmitiu uma extensão de uma hora do telejornal matinal da KMEX-DT às 7h. Posteriormente, em 2013, foi substituído por um programa local de entretenimento chamado LÁnzate.